# Кински, Николай
Николай Кински (англ. Nikolai Kinski; р. 30 июля 1976, Париж) — американский актёр.

## Биография
Родился в семье немецкого актёра Клауса Кински и вьетнамки Минхой (Minhoï Geneviève Loanic). Актриса Настасья Кински (дочь Клауса Кински) приходится ему единокровной сестрой. Впервые снялся в 1989 году в фильме своего отца «Паганини». В дальнейшем большинство его ролей были в немецких картинах.
В 2005 году он сыграл в фантастическом фильме «Эон Флакс» с Шарлиз Терон. Кински исполнил роль в фильме Butterfly: A Grimm Love Story (2006) о жизни каннибала Армина Майвеса.

## Личная жизнь
Был женат на немецкой актрисе  Джулии Пальмер-Штолль. 9 июня 2005 года она погибла под колёсами автомобиля. У пары было двое детей.
Проживает в Берлине.

## Фильмография
- 1989 — Паганини / Kinski Paganini
- 1994 — Jamila
- 2000 — West Coast
- 2001 — Tortilla Soup — Die Würze des Lebens (Tortilla Soup)
- 2002 — Der Teufel der sich Gott nannte
- 2003 — Dirty Sky
- 2003 — Connecting Dots
- 2004 — Untreu
- 2005 — Tatort: Rache-Engel (TV)
- 2005 — Kein Himmel über Afrika (TV)
- 2005 — Nichts geht mehr
- 2005 — Эон Флакс / Æon Flux
- 2006 — Каннибал из Ротенбурга / Rohtenburg
- 2006 — Butterfly: A Grimm Love Story
- 2006 — Климт / Klimt
- 2010 — Крушение «Лаконии» / The Sinking of the Laconia
- 2012 — Мария из Назарета[англ.] / Maria di Nazaret
- 2013 — Женщина за стеной / Die Frau hinter der Wand
- 2014 — Ив Сен-Лоран / Yves Saint Laurent
- 2014 — Посмертный / Posthumous
- 2015 — 1915
- 2015 — На гребне волны / Point Break
- 2021 — Прощайте месье Хаффманн / Adieu Monsieur Haffmann